# 仙后座Cassiopeia
《仙后座Cassiopeia》（韓語：카시오페아）是2022年上映的韓國劇情片，由《东柱：时代诗情》的編劇申淵植執導，安聖基、徐玄振主演，於2022年6月1日在韓國上映。

## 劇情
本片主要講述身為律師、媽媽、女兒努力過完美生活的朴秀珍（徐玄振飾），某天覺得自己的身體出現變化，沒想到就醫後卻發現自己得了阿茲海默症...，就此生活開始慢慢出現變化，且記憶一點一滴的流失中。秀珍眼看自己未來就會認不出自己摯愛的家人，父親朴仁宇（安聖基飾）陪伴在她的身旁，成為他生活最重要的依靠之一，並無時無刻在她身旁接受改變，並一起迎向新的生活。
而電影名稱《仙后座》是因為仙后座是在北半球全年都可以看見的星座，是白天也能看見的星座，象徵著父親對女兒永恆的愛與守護。

## 演員

### 主要人物
- 安聖基 飾演 朴仁宇
- 徐玄振 飾演 朴秀珍
- 朱藝琳 飾演 南智娜

### 其他人物
- 金多懷 飾演 俊日
- 洪聖春 飾演 律師事務所代表
- 具詩妍 飾演 律師事務所合夥人律師
- 孔珍書 飾演 律師事務所秘書
- 朴采益 飾演 朴檢察官
- 崔洪日 飾演 朴仁宇的鄰居
- 李恩珠 飾演 門診醫生
- 金正八 飾演 警察聲音
- 朴根壽 飾演 法官

### 特別出演
- 李英蘭 飾演 朴仁宇的鄰居
- 鄭雅美 飾演 準一
- 朴明申 飾演 看護人員
- 朴宰敏 飾演 秀珍的丈夫

## 製作
- 該片於2021年9月9日開拍，10月10日殺青。

## 外部鏈接
- NAVER上《仙后座Cassiopeia》的資料
- Daum上《仙后座Cassiopeia》的資料

- 韩国电影数据库（KMDb）上《仙后座Cassiopeia》的資料
- 互联网电影数据库（IMDb）上《仙后座Cassiopeia》的资料（英文）